# Ginástica artística nos Jogos Pan-Americanos de 2019 - Trave
A competição de trave feminino foi um dos eventos da ginástica artística nos Jogos Pan-Americanos de 2019. Foi disputada no Polideportivo Villa El Salvador no dia 31 de julho. 

## Calendário
Horário local (UTC-5).
| Data        | Horário | Fase  |
| ----------- | ------- | ----- |
| 31 de julho | 13:00   | Final |

## Medalhistas
| Ouro   | USA Kara Eaker     |
| Prata  | CAN Ellie Black    |
| Bronze | USA Riley McCusker |

## Resultados

### Qualificação
| Pos. | Ginasta                  |        | Notas |
| ---- | ------------------------ | ------ | ----- |
| 1    | USA Kara Eaker           | 14.850 | Q     |
| 2    | USA Riley McCusker       | 14.250 | Q     |
| 3    | JAM Danusia May Francis  | 12.950 | Q     |
| 4    | PER Fabíola Itzi Diaz    | 12.950 | Q     |
| 5    | CAN Ellie Black          | 12.950 | Q     |
| 6    | BRA Flávia Saraiva       | 12.900 | Q     |
| 7    | PER Ariana Orrego        | 12.750 | Q     |
| 8    | ARG Agustina Pisos       | 12.725 | Q     |
| 9    | CAN Victoria Kayen Woo   | 12.600 | R     |
| 10   | PUR Bianca Cristina Leon | 12.450 | R     |
| 11   | PUR Karelys Diaz         | 12.350 | R     |

### Final
| Pos.              | Ginasta                |        | Notas |
| ----------------- | ---------------------- | ------ | ----- |
| Medalha de ouro   | USA Kara Eaker         | 15.266 |       |
| Medalha de prata  | CAN Ellie Black        | 13.566 |       |
| Medalha de bronze | USA Riley McCusker     | 13.333 |       |
| 4                 | PER Fabíola Itzi Diaz  | 12.433 |       |
| 5                 | BRA Flávia Saraiva     | 12.300 |       |
| 6                 | ARG Agustina Pisos     | 12.200 |       |
| 7                 | JAM Danusa May Francis | 11.733 |       |
| 8                 | PER Ariana Orrego      | 11.366 |       |